# حاجي أقامعلي كندي (قشلاق الجنوبي)
حاجي أقامعلي کندي (بالفارسية: حاجی آقامعلی کندی) هي منطقة سكنية تقع في إيران في قسم قشلاق الجنوبي الريفي (مقاطعة بيله سوار). يقدر عدد سكانها بـ 48 نسمة .